# Elstree Calling
Elstree Calling is een Britse musical-revuefilm uit 1930, geproduceerd door Elstree Studios. De film is opgebouwd uit meerdere losse fragmenten, geregisseerd door verschillende regisseurs. Andre Charlot, Jack Hulbert, Paul Murray, en Alfred Hitchcock hebben meegewerkt aan de film.
Van de film bestaat een Nederlandse simultaanversie met de titel Hallo hier Hilversum Holland.

## Verhaal
De rode draad tussen alle fragmenten is dat ze deel uit zouden maken een televisie-uitzending gepresenteerd door Tommy Handley. In totaal telt de film 19 komische en muzikale vignetten, verbonden door running gags omtrent een veelbelovende 
Shakespear-acteur en technische problemen met de televisie van een kijker.
Hitchcocks bijdrage aan de film is een fragment over een man die probeert zijn televisie af te stemmen op de revue, maar het beeld niet lang vast kan houden omdat hij maar aan zijn televisie blijft prutsen.

## Rolverdeling
| Acteur             | Personage |
| ------------------ | --------- |
| Teddy Brown        |           |
| Helen Burnell      |           |
| Donald Calthrop    |           |
| Bobbie Comber      |           |
| Cicely Courtneidge |           |
| The 3 Eddies       |           |
| Will Fyffe         |           |
| Tommy Handley      |           |
| Gordon Harker      |           |
| Jack Hulbert       |           |
| Hannah Jones       |           |
| John Longden       |           |
| Ivor McLaren       |           |
| Lily Morris        |           |
| Nathan Shacknovsky |           |
| John Stuart        |           |
| Jameson Thomas     |           |
| Anna May Wong      |           |

## Achtergrond
Elstree Calling was het Britse antwoord op de Amerikaanse revuefilms als Paramount on Parade (1930) en Hollywood Review of 1929
Het lavische gebruik van technicolor in Hollywoodfilms werd in Elstree Calling geparodieerd met twee fragmenten die zijn opgenomen met behulp van het Pathécolor stencil-kleurproces.